# KNVB-Pokal 1931/32
Der KNVB-Pokal 1931/32 war die 28. Auflage des niederländischen Fußball-Pokalwettbewerbs. Pokalsieger wurde Dordrechtsche FC. Das Team setzte sich im Finale gegen PSV Eindhoven durch.

## Modus
Alle Begegnungen wurden in einem Spiel ausgetragen. Bei unentschiedenem Ausgang kam die auswärts spielende Mannschaft eine Runde weiter.

## 1. Runde
|                        | Ergebnis |                           |
| ---------------------- | -------- | ------------------------- |
| ADW Amsterdam          | 5:1      | EAC Utrecht               |
| Ahrend's VC            | 0:0      | Avanti Amsterdam          |
| VV Albatross           | 2:3      | VV Rheden                 |
| BSV Allen Weerbaar     | 5:1      | Rietwijkers SV            |
| VV Alphia              | 4:2      | RVV Steeds Volharden      |
| VV Animo               | 10:20    | Donar Hilversum           |
| APGS Amsterdam         | 3:0      | VV Elinckwijk             |
| VV Assendelft          | 10:30    | IVO Velden                |
| SV Beverwijk           | 2:1      | TIW Amsterdam             |
| Celeritas Den Haag     | 3:2      | VV Schoonhoven            |
| DSV Concordia Delft    | 4:2      | DOSB Amsterdam            |
| DAVO Deventer          | 1:2      | VV Haaksbergen            |
| SV De Meteoor          | 4:2      | JOS Watergraafsmeer       |
| AVV De Volewijckers    | 1:2      | ZNC Zeist                 |
| Delfia-DVK             | 3:0      | VV Lekkerkerk             |
| DVV Delft              | 2:8      | SVV Scheveningen          |
| DIO Haarlem            | 3:4      | DJK Amsterdam             |
| DOS Utrecht            | 3:1      | ODE Amsterdam             |
| VV Drachten            | 4:3      | CAB Bolsward              |
| DWV Amsterdam          | 4:3      | Hollandia Hoorn           |
| EDS Rotterdam          | 3:0      | VV Bodegraven             |
| Electra Amsterdam      | 5:6      | VV Uitgeest               |
| SC Emma Dordrecht      | 4:7      | SV De Musschen            |
| VV Emmen               | 4:2      | VV Lemmer                 |
| ESCA Arnheim           | 2:6      | Rijssen Vooruit           |
| SV Espe                | 4:3      | VV Tricht                 |
| FALTO Dieren           | 1:0      | Blauw Wit Lochem          |
| CVV Germanicus         | 5:1      | Dierensche Boys           |
| VV Groningen           | 1:1      | VV Oosterhout             |
| RKSV Groene Ster       | 3:1      | VV Sittard                |
| GSV Gouda              | 2:6      | The Rising Hope Rotterdam |
| HEC Waalwijk           | 3:1      | RKVV Nieuw Borgvliet      |
| Hertog Hendrik Arnheim | 2:6      | VV Ede                    |
| HKI Breda              | 3:3      | Zeelandia Middelburg      |
| USV Holland            | 4:1      | SLTO Amsterdam            |
| HVC Amersfoort         | 6:0      | SCA Amsterdam             |
| KVV Krommenie          | 4:3      | VV Schoten                |
| HVV Laakkwartier       | 3:2      | HSV Cromvliet             |
| VV Leidsche Boys       | 1:1      | SFC Schiedam              |
| LFC Leiden             | 3:1      | VV Naaldwijk              |
| LSV Leerdam            | 5:3      | Vlaardingsche FC          |
| VV Moordrecht          | 9:5      | RCL Leiderdorp            |
| Olympia Gouda          | 3:0      | Ajax Sportman Combinatie  |
| VV Oosterbeek          | 2:5      | TVV Zevenaar              |
| EVV Phenix Enschede    | 8:2      | GFC Goor                  |
| EVV Phenix Enschede    | 3:4      | VV Sloterdijk             |
| AFC Quick 1890         | 3:3      | SV Halfweg                |
| SV Rap Amsterdam       | 3:4      | THB Haarlem               |
| Rapiditas Weesp        | 2:4      | BVV De Kennemers Haarlem  |
| RCA Amsterdam          | 0:4      | FC Den Helder             |
| SV RDM Rotterdam       | 4:3      | 's-Gravenzandse VV        |
| SV RDM Rotterdam       | 0:3      | SV Zeist                  |
| RVC Rijswijk           | 4:5      | DHS Schiedam              |
| VV 's-Gravendeel       | 2:5      | MAAS Maassluis            |
| SAVM Amsterdam         | 4:2      | AVOG Amsterdam            |
| SVV Schiedam           | 2:3      | HSV DUNO                  |
| SC Silvolde            | 1:1      | SV Almelo                 |
| SIOD Rotterdam         | 0:4      | HDV Den Haag              |
| SML/Spatram Arnheim    | 1:2      | VV Daventria              |
| SMV Rotterdam          | 2:2      | VV SEP Delft              |
| SV Spaarndam           | 1:2      | VV Oosterpark             |
| VV Steenwijk           | 4:2      | VV Muntendam              |
| SVW Gorinchem          | 4:2      | VV Waddinxveen            |
| Swift Amsterdam        | 2:1      | SDZ Amsterdam             |
| TDO Amsterdam          | 2:3      | EVC Eindhoven             |
| SV TEC                 | 5:1      | VVO Velp                  |
| SV Theothorne          | 1:2      | HVG Arnheim               |
| VSV TONEGIDO           | 3:5      | VV Sliedrecht             |
| Transvalia Rotterdam   | 5:4      | VV Leerdam                |
| VV Trekvogels          | 2:5      | VIJDO Arnheim             |
| USC Rotterdam          | 3:4      | VV Hillinen               |
| VV Utrecht             | 2:2      | VV Ripperda               |
| VV Utrecht             | 3:1      | SV De Hollandiaan         |
| UVV Utrecht            | 4:1      | Amstel Watergraafsmeer    |
| VDS Den Haag           | 1:2      | LVV Lugdunum              |
| VC Vlissingen          | 5:1      | VV Axel                   |
| VOGEL Den Haag         | 5:2      | OB Delft                  |
| Voorwaarts Utrecht     | 0:7      | AVV Alphen                |
| VVGA Amsterdam         | 1:8      | VV Schinkelhaven          |
| WMS Amsterdam          | 3:5      | OSV Oostzaan              |
| WSV Woensel            | 0:0      | OBIOD Nijmegen            |
| WVC Winterswijk        | 1:2      | SC Hees                   |
| ZVV Zaandijk           | 2:1      | VV De Zeemeeuwen          |
| ZVV Zaanlandia         | 3:6      | HEDW Amsterdam            |
| ZVV Zilvermeeuwen      | 7:2      | Victoria Hilversum        |
| ZRC Amsterdam          | 4:4      | VV Watergraafsmeer        |
| Apeldoornsche Boys     | Freilos  |                           |
| OVVO Amsterdam         | Freilos  |                           |
| VV 't Noorden          | Freilos  |                           |

## 2. Runde
|                           | Ergebnis |                       |
| ------------------------- | -------- | --------------------- |
| ADW Amsterdam             | 0:0      | ZNC Zeist             |
| AFC Amsterdam             | 2:4      | VV Assendelft         |
| Alcmaria Victrix          | 1:3      | VV Sloterdijk         |
| BSV Allen Weerbaar        | 2:1      | VVA Amsterdam         |
| RSC Alliance              | 3:1      | Heerlen Sport         |
| SV Almelo                 | 4:0      | VV Daventria          |
| AVV Alphen                | 4:2      | BFC Bussum            |
| VV Alphia                 | 2:2      | VV Hillinen           |
| VV Animo                  | 1:3      | Velox Utrecht         |
| DWV Amsterdam             | 2:1      | VV Watergraafsmeer    |
| WFC Wormerveer            | 1:1      | APGS Amsterdam        |
| SV Baarn                  | 1:1      | SV Halfweg            |
| BATO Winschoten           | 5:1      | VV Steenwijk          |
| Be Quick Zutphen          | 1:4      | DOTO Deventer         |
| SV Beverwijk              | 3:1      | OVVO Amsterdam        |
| VV Black Boys             | 0:1      | VV Heerenveen         |
| BMT Den Haag              | 2:2      | VV Sliedrecht         |
| BVV Borne                 | 0:4      | Arnhemse Boys         |
| DSV Concordia Delft       | 1:1      | HDV Den Haag          |
| SV De Musschen            | 2:2      | RV & AV Overmaas      |
| VV De Spartaan            | 1:1      | DJK Amsterdam         |
| DHC Delft                 | 0:2      | VOGEL Den Haag        |
| DHS Schiedam              | 0:0      | ODS Dordrecht         |
| Doetinchemse FC           | 3:3      | HVV Hengelo           |
| Dongen Vorruit            | 2:0      | RKVV Baronie          |
| HSV DUNO                  | 3:0      | VOC Rotterdam         |
| DWS Amsterdam             | 1:0      | Haarlemse FC EDO      |
| VV Ede                    | 2:1      | Apeldoornsche Boys    |
| EDS Rotterdam             | 1:1      | RV & AV Neptunus      |
| Eendracht Arnheim         | 2:2      | SV TEC                |
| VV Emmen                  | 4:1      | VV Drachten           |
| Enschedesche Boys         | 1:5      | OBIOD Nijmegen        |
| SV Espe                   | 2:3      | RKSV Groene Ster      |
| EVC Eindhoven             | 1:2      | SAVM Amsterdam        |
| Fortuna Vlaardingen       | 4:3      | VV Moordrecht         |
| GVV Forward Groningen     | 1:2      | Groninger Boys        |
| SV Gouda                  | 4:2      | GVV Unitas            |
| VV Haaksbergen            | 8:3      | VV Apeldoorn          |
| RKSV Heer                 | 1:0      | AAC Maastricht        |
| HFC Helder                | 1:3      | HFC Haarlem           |
| Hero Breda                | 1:2      | VC Vlissingen         |
| Heldersche RC             | 1:3      | Avanti Amsterdam      |
| HSC Harlingen             | 0:2      | VV Noordster          |
| SV Kerkrade               | 0:2      | SV Hoensbroek         |
| KHC Kampen                | 1:0      | VV Gelria Velp        |
| LSC 1890                  | 0:4      | VV Rood Geel          |
| LVV Lugdunum              | 0:0      | BEC Delft             |
| VV Middelburg             | 1:1      | RBC Roosendaal        |
| NEC Nijmegen              | 2:3      | RODA Hooge Zwaluwe    |
| VV ONA Gouda              | 0:0      | LFC Leiden            |
| VV Oosterhout             | 7:2      | HEC Waalwijk          |
| VV Oosterpark             | 2:0      | VV Uitgeest           |
| OSV Oostzaan              | 4:1      | USV Holland           |
| RKVV Palemig              | 1:0      | RKVV Miranda          |
| EVV Phenix Enschede       | 2:0      | SC Hees               |
| Quick Den Haag            | 5:1      | Delfia-DVK            |
| SV RDM Rotterdam          | 3:3      | Celeritas Den Haag    |
| RFC Rotterdam             | 2:1      | MAAS Maassluis        |
| VV Rheden                 | 2:0      | FALTO Dieren          |
| VV Rigtersbleek           | 6:0      | TSV Theole            |
| Rijssen Vooruit           | 2:3      | RKSV GOLTO            |
| VV Ripperda               | 1:9      | DOS Utrecht           |
| RFC Roermond              | 4:5      | BVV Picus             |
| SVV Scheveningen          | 5:1      | VV Leerdam            |
| VV Schinkelhaven          | 2:1      | DEC Amsterdam         |
| VV SEP Delft              | 1:6      | DCL Rotterdam         |
| SFC Schiedam              | 4:1      | HVV Laakkwartier      |
| SSC Steenwijk             | 4:1      | VV Hoogezand          |
| SC Stadskanaal            | 4:2      | WVV Winschoten        |
| SVW Gorinchem             | 1:2      | CVV Rotterdam         |
| Swift Amsterdam           | 3:8      | BVC Bloemendaal       |
| VV Tegelen                | 1:5      | TAC Tilburg           |
| THB Haarlem               | 0:2      | BVV De Kennemers      |
| The Rising Hope Rotterdam | 05:0 1   | Olympia Gouda         |
| TOG Amsterdam             | 2:2      | KVV Krommenie         |
| Transvalia Rotterdam      | 01:10    | SVV Schiedam          |
| TSC Oosterhout            | 3:0      | Zeelandia Middelburg  |
| TVV Zevenaar              | 1:3      | CVV Germanicus        |
| Koninklijke UD 1875       | 1:2      | HVG Arnheim           |
| UVS Leiden                | 1:1      | RV & AV Steeds Hooger |
| VDL-Maassluis             | 1:2      | Excelsior Rotterdam   |
| VIOS Den Haag             | 3:1      | VV 't Noorden         |
| VOS Venlo                 | 2:3      | HVV Helmond           |
| ZVV Waubach               | 3:0      | VV Staatsmijn Emma    |
| Wilhelmina Den Bosch      | 1:2      | VVV-Venlo             |
| ZVV Zaandijk              | 3:1      | HEDW Amsterdam        |
| Zandvoortsche VV          | 2:2      | HVC Amersfoort        |
| AVV Zeeburgia             | 4:1      | SV De Meteoor         |
| SV Zeist                  | 3:2      | ZVV Zaandam           |
| ZVV Zilvermeeuwen         | 1:2      | VV Kinheim            |
| VV Zuidbroek              | 0:1      | Meppeler SC           |
| SV Zwolsche Boys          | 5:3      | VIJDO Arnheim         |
| UVV Utrecht               | Freilos  |                       |

## 3. Runde
|                           | Ergebnis |                            |
| ------------------------- | -------- | -------------------------- |
| Achilles 1894             | 0:1      | Sportclub Enschede         |
| MVV Alcides               | 1:7      | Heracles Almelo            |
| RSC Alliance              | 3:2      | Celeritas Den Haag         |
| RSC Alliance              | 2:4      | VUC Den Haag               |
| BATO Winschoten           | 0:8      | GVV Velocitas 1897         |
| BEC Delft                 | 6:4      | VV Assendelft              |
| BVC Bloemendaal           | 11:30    | RODA Hooge Zwaluwe         |
| CVV Rotterdam             | 1:3      | AVV Zeeburgia              |
| VV De Valk                | 7:1      | VV Oosterhout              |
| Dordrechtsche FC          | 7:1      | SV Beverwijk               |
| Dongen Vorruit            | 3:0      | ZVV Waubach                |
| DOTO Deventer             | 9:0      | VV Haaksbergen             |
| HSV DUNO                  | 0:4      | BSV Allen Weerbaar         |
| DWS Amsterdam             | 1:0      | VV Rheden                  |
| DWV Amsterdam             | 0:3      | Hermes DVS                 |
| VV Ede                    | 2:0      | LAC Frisia Leeuwarden      |
| VV Emmen                  | 0:0      | SC Stadskanaal             |
| Excelsior Rotterdam       | 7:2      | AV & CV Robur et Velocitas |
| Feijenoord Rotterdam      | 3:6      | BVV De Kennemers           |
| Friesche VC               | 7:2      | VV Veendam                 |
| RKSV GOLTO                | 7:2      | TSC Oosterhout             |
| SV Gouda                  | 5:2      | VV Schinkelhaven           |
| Groninger Boys            | 3:2      | VV Heerenveen              |
| GVAV Rapiditas            | 6:4      | OBIOD Nijmegen             |
| SV Halfweg                | 2:2      | Arnhemse Boys              |
| HVV Helmond               | 2:2      | Be Quick 1887              |
| Koninklijke HFC           | 0:0      | RV & AV Neptunus           |
| FC Hilversum              | 6:4      | HFC Haarlem                |
| HVG Arnheim               | 00:15    | Stormvogels IJmuiden       |
| HVV Den Haag              | 10:10    | CVV Germanicus             |
| Kooger FC                 | 3:2      | SV Almelo                  |
| KHC Kampen                | 2:4      | DOS Utrecht                |
| KHC Kampen                | 0:4      | HVV Hengelo                |
| VV Leeuwarden             | 0:5      | AGOVV Apeldoorn            |
| LFC Leiden                | 1:3      | RV & AV Overmaas           |
| Meppeler SC               | 2:7      | RFC Xerxes                 |
| NAC Breda                 | 1:3      | VV West Frisia             |
| TSV NOAD                  | 5:2      | ADO Den Haag               |
| VV Oosterpark             | 7:3      | EVV Phenix Enschede        |
| RKVV Palemig              | 7:5      | SV Hoensbroek              |
| PEC Zwolle                | 1:0      | VV Rood Geel               |
| BVV Picus                 | 4:4      | RKSV Groene Ster           |
| PSV Eindhoven             | 5:0      | Blauw Wit Amsterdam        |
| Quick Den Haag            | 3:4      | DCL Rotterdam              |
| RBC Roosendaal            | 2:2      | DJK Amsterdam              |
| RFC Rotterdam             | 9:1      | HVC Amersfoort             |
| SAVM Amsterdam            | 2:3      | VV Kinheim                 |
| SFC Schiedam              | 0:6      | SV Zeist                   |
| VV Sliedrecht             | 6:1      | VV Sloterdijk              |
| SSC Steenwijk             | 0:2      | VV Noordster               |
| RV & AV Steeds Hooger     | 05:0 1   | AVV Alphen                 |
| SVV Schiedam              | 0:1      | ODS Kampen                 |
| HVV 't Gooi               | 7:2      | BVV Den Bosch              |
| TAC Tilburg               | 4:2      | Sparta Rotterdam           |
| SV TEC                    | 4:7      | VV Rigtersbleek            |
| The Rising Hope Rotterdam | 5:5      | SVV Scheveningen           |
| HVV Tubantia              | 3:0      | Ajax Amsterdam             |
| UVV Utrecht               | 3:6      | RC Heemstede               |
| Velox Utrecht             | 1:1      | TSV LONGA                  |
| VIOS Den Haag             | 2:6      | VC Vlissingen              |
| Vitesse Arnheim           | 6:3      | Zwolsche AC                |
| VOGEL Den Haag            | 2:5      | HDV Den Haag               |
| VSV Velsen                | 4:2      | Avanti Amsterdam           |
| VVV-Venlo                 | 2:2      | OSV Oostzaan               |
| WVV Wageningen            | 6:4      | VV Hillinen                |
| Willem II Tilburg         | 5:3      | Fortuna Vlaardingen        |
| ZVV Zaandijk              | 1:3      | Zaanlandsche FC            |
| ZNC Zeist                 | 3:4      | HBS Craeyenhout            |
| SV Zwolsche Boys          | 1:8      | VV Eindhoven               |
| RKSV Heer                 | Freilos  |                            |

## 4. Runde
|                     | Ergebnis |                       |
| ------------------- | -------- | --------------------- |
| RSC Alliance        | 05:0 1   | SC Stadskanaal        |
| Arnhemse Boys       | 8:2      | VV Sliedrecht         |
| Be Quick 1887       | 9:1      | VV Ede                |
| BEC Delft           | 1:3      | AGOVV Apeldoorn       |
| BVV De Kennemers    | 1:3      | Stormvogels IJmuiden  |
| Dordrechtsche FC    | 5:3      | BVC Bloemendaal       |
| DOS Utrecht         | 2:3      | AVV Zeeburgia         |
| DOTO Deventer       | 3:4      | RFC Xerxes            |
| DWS Amsterdam       | 6:1      | HVV Den Haag          |
| Sportclub Enschede  | 1:0      | RV & AV Overmaas      |
| Excelsior Rotterdam | 3:1      | HDV Den Haag          |
| Friesche VC         | 05:0 1   | RV & AV Steeds Hooger |
| RKSV GOLTO          | 1:5      | DJK Amsterdam         |
| SV Gouda            | 4:2      | HVV Hengelo           |
| RKSV Groene Ster    | 3:2      | TAC Tilburg           |
| Groninger Boys      | 0:7      | PSV Eindhoven         |
| GVAV Rapiditas      | 1:3      | Dongen Vorruit        |
| HBS Craeyenhout     | 3:2      | Zaanlandsche FC       |
| RKSV Heer           | 1:1      | Vitesse Arnheim       |
| Heracles Almelo     | 6:2      | VV Noordster          |
| Kooger FC           | 5:1      | VV De Valk            |
| RV & AV Neptunus    | 3:2      | PEC Zwolle            |
| TSV NOAD            | 1:3      | RFC Rotterdam         |
| VV Oosterpark       | 0:6      | VV Eindhoven          |
| OSV Oostzaan        | 4:6      | GVV Velocitas 1897    |
| RKVV Palemig        | 1:0      | DCL Rotterdam         |
| VV Rigtersbleek     | 1:5      | TSV LONGA             |
| SVV Scheveningen    | 00:5 1   | SV Zeist              |
| HVV 't Gooi         | 5:1      | ODS Kampen            |
| HVV Tubantia        | 3:5      | FC Hilversum          |
| VC Vlissingen       | 0:6      | VV West Frisia        |
| VSV Velsen          | 3:2      | VV Kinheim            |
| VUC Den Haag        | 1:4      | Hermes DVS            |
| WVV Wageningen      | 4:1      | RC Heemstede          |
| Willem II Tilburg   | 9:2      | BSV Allen Weerbaar    |

## Zwischenrunde
|                   | Ergebnis |               |
| ----------------- | -------- | ------------- |
| 1. Mai 1932       |          |               |
| Willem II Tilburg | 3:9      | VV Eindhoven  |
| 5. Mai 1932       |          |               |
| Hermes DVS        | 7:2      | Be Quick 1887 |
| VSV Velsen        | 6:1      | HVV 't Gooi   |

## 5. Runde
|                      | Ergebnis |                     |
| -------------------- | -------- | ------------------- |
| 5. Mai 1932          |          |                     |
| TSV LONGA            | 4:2      | AVV Zeeburgia       |
| Stormvogels IJmuiden | 5:2      | HBS Craeyenhout     |
| 8. Mai 1932          |          |                     |
| SV Gouda             | 1:3      | VV West Frisia      |
| Kooger FC            | 4:1      | Sportclub Enschede  |
| WVV Wageningen       | 1:5      | VV Eindhoven        |
| 15. Mai 1932         |          |                     |
| RSC Alliance         | 0:8      | Excelsior Rotterdam |
| DWS Amsterdam        | 3:2      | RFC Rotterdam       |
| Friesche VC          | 05:0 1   | Arnhemse Boys       |
| Heracles Almelo      | 1:1      | RKVV Palemig        |
| Hermes DVS           | 4:1      | Dongen Vorruit      |
| FC Hilversum         | 3:6      | PSV Eindhoven       |
| RV & AV Neptunus     | 2:3      | Dordrechtsche FC    |
| GVV Velocitas 1897   | 4:3      | DJK Amsterdam       |
| Vitesse Arnheim      | 5:2      | RKSV Groene Ster    |
| SV Zeist             | 2:6      | AGOVV Apeldoorn     |
| 19. Mai 1932         |          |                     |
| VSV Velsen           | 4:2      | RFC Xerxes          |

## 6. Runde
|                      | Ergebnis |                     |
| -------------------- | -------- | ------------------- |
| 22. Mai 1932         |          |                     |
| PSV Eindhoven        | 9:0      | VSV Velsen          |
| GVV Velocitas 1897   | 1:2      | Hermes DVS          |
| AGOVV Apeldoorn      | 3:1      | Excelsior Rotterdam |
| Dordrechtsche FC     | 6:2      | Vitesse Arnheim     |
| VV Eindhoven         | 1:2      | Kooger FC           |
| Friesche VC          | 0:5      | VV West Frisia      |
| 5. Juni 1932         |          |                     |
| RKVV Palemig         | 1:5      | DWS Amsterdam       |
| Stormvogels IJmuiden | 2:1      | TSV LONGA           |

## Viertelfinale
|                | Ergebnis |                      |
| -------------- | -------- | -------------------- |
| 5. Juni 1932   |          |                      |
| VV West Frisia | 2:0      | Kooger FC            |
| 12. Juni 1932  |          |                      |
| DWS Amsterdam  | 2:4      | Dordrechtsche FC     |
| Hermes DVS     | 4:1      | AGOVV Apeldoorn      |
| PSV Eindhoven  | 4:2      | Stormvogels IJmuiden |

## Halbfinale
|                  | Ergebnis |                |
| ---------------- | -------- | -------------- |
| 19. Juni 1932    |          |                |
| Dordrechtsche FC | 2:1      | Hermes DVS     |
| PSV Eindhoven    | 2:1      | VV West Frisia |

## Finale
| Dordrechtsche FC                            | Dordrechtsche FC | PSV Eindhoven | PSV Eindhoven |
| ------------------------------------------- | --- | --- | ------------- |
| Dordrechtsche FC                            | \| 3. Juli 1932 in Tilburg (Sportpark Tilburg) \| \| Ergebnis: 5:4 (4:4, 1:2) \| \| Zuschauer: 5.000 \| \| Schiedsrichter: Merkelbach \| \| Spielbericht \| | \| 3. Juli 1932 in Tilburg (Sportpark Tilburg) \| \| Ergebnis: 5:4 (4:4, 1:2) \| \| Zuschauer: 5.000 \| \| Schiedsrichter: Merkelbach \| \| Spielbericht \| | PSV Eindhoven |
| Dordrechtsche FC                            | Jas – Van Waalwijk van Doorn – Litz, Dragt, Mookhoek – Zwijsen, Kees Mijnders, Eef Ruisch, Piet Punt, Wim de Smit, Smit                                     | Boumans – Van Zeijl, Sjef van Run – Van Eerd (Vervest), Hermens, Paulissen – Oomens, Frans Hunting, Lommen, Jan van den Broek, Kees de Visser               | PSV Eindhoven |
| Dordrechtsche FC                            | 1:1 Wim de Smit (35.) 2:2 Wim de Smit (46.) 3:4 Piet Punt (74.) 4:4 Wim de Smit (75.) 5:4 Eef Ruisch (105.)                                                 | 0:1 Kees de Visser (2.) 1:2 Kees de Visser (40.) 2:3 Jan van den Broek (50.) 2:4 Frans Hunting (73.)                                                        | PSV Eindhoven |
| 3. Juli 1932 in Tilburg (Sportpark Tilburg) | | |               |
| Ergebnis: 5:4 (4:4, 1:2)                    | | |               |
| Zuschauer: 5.000                            | | |               |
| Schiedsrichter: Merkelbach                  | | |               |
| Spielbericht                                | | |               |